# Халькопирит
Халькопири́т (от греч. χαλκóς «медь + пирит»), частично устаревший синоним ме́дный колчеда́н — минерал, по составу двойной сульфид меди и железа с формулой CuFeS2, кристаллизуется в тетрагональной сингонии.

## Свойства
Крупные кристаллы редки и имеют искажённый тетраэдрический облик. Грани, как правило, покрыты глубокой грубой штриховкой. Характерно двойникование, обычны двойники прорастания. Образует сплошные зернистые агрегаты, вкрапленность, прожилки в карбонатах и других сульфидах. Цвет золотисто-жёлтый, по оттенку в отличие от латунно-жёлтого пирита напоминающий червонное золото, из-за этого получивший название «золотая обманка». Блеск металлический. На поверхности кристаллов и сколов характерна яркая пёстрая побежалость. Твёрдость по Моосу 3,5—4. Спайность несовершенная. Хрупкий. Под паяльной трубкой на угле сплавляется в серо-чёрный магнитный королёк. В HNO3 растворяется с выделением серы. Использовался как детектор в первых радиоприёмниках до появления электронных ламп. Является проводником.

## Происхождение
Происхождение гидротермальное, в ассоциации с галенитом и сфалеритом входит в состав полиметаллических руд, однако сам по себе больших скоплений не образует. Образуется также при метаморфических процессах, встречается в грейзенах и скарнах. В близповерхностных условиях неустойчив и в процессе выветривания довольно быстро разрушается с образованием вторичных минералов меди. Важнейшая медная руда; в виде кристаллов - ценный коллекционный минерал.